# Hinterzartener Moor
Das Hinterzartener Moor ist ein Naturschutzgebiet auf dem Gebiet der baden-württembergischen Gemeinde Hinterzarten. Das Moor selbst wird auch Hinterzarter Moor genannt. Es ist das größte Moor des Südschwarzwalds.

## Kenndaten
Das Naturschutzgebiet wurde erstmals mit Verordnung des damals zuständigen Badischen Ministers des Kultus und Unterrichts Paul Schmitthenner vom 7. April 1941 ausgewiesen (1975 erweitert) und hat eine Größe von rund 82,7 Hektar. Es wird unter der Schutzgebietsnummer 3.036 geführt. Der CDDA-Code für das Naturschutzgebiet lautet 81884  und entspricht der WDPA-ID.

## Lage und Beschreibung
Das Schutzgebiet grenzt direkt an den Ort an. Es liegt nördlich von Hinterzarten zwischen der Höllentalbahn und der B 31. Es liegt im Naturraum 155-Südschwarzwald innerhalb der naturräumlichen Haupteinheit 15-Schwarzwald. Es gehört zum Naturpark Südschwarzwald und wird weitgehend umschlossen vom Landschaftsschutzgebiet Nr. 3.15.026 Breitnau-Hinterzarten und ist Teil des 1765 Hektar großen FFH-Gebiets 8114-341 Hochschwarzwald um Hinterzarten.
Das Moor liegt nahe der höchsten Stelle der Höllentalbahn am Bahnhof Hinterzarten (885 m). Es entwässert sowohl nach Westen über Zartenbach, Höllenbach, Rotbach (Dreisam) und Dreisam zum Oberrhein nördlich des Kaiserstuhls bei Flusskilometer 254 als auch nach Osten über einen namenlosen Bach zum Eisweiher und Titisee, Gutach (Wutach) und Wutach zum Hochrhein bei Waldshut-Tiengen, 150 Flusskilometer rheinaufwärts.
Mit einem stratigraphischen Linienprofil auf der Basis von Sondierbohrungen aus dem Jahr 1976 konnte gezeigt werden, dass der Westteil des Moores aus einem auf der Grundmoräne des Feldberg-Gletschers liegenden bis zu 16 m tiefen Becken besteht. Darin befindet sich im Zentralbereich direkt unter der Sphagnum-Torfschicht auch ein unterirdischer See mit rund 300 m Durchmesser und 3–4 m Tiefe. Der Ostteil des Moores erstreckt sich mit bis zu 8 m dicker Torfschicht auf beide Seiten der rund 890 m hoch gelegenen Wasserscheide, die den ehemaligen Einflussbereich der Donau von dem des Rheins trennt.
Der westliche Teil des Moores wird als oligotroph-saures bis subneutrales Verlandungsmoor bezeichnet. Der Moorexperte Pascal von Sengbusch sieht in der Vegetation am Nordwestrand Anzeichen dafür, dass dorthin nährstoffreiches Wasser vom Südrand des Moores fließt. Danach kann das westliche Moor zumindest teilweise auch als Durchströmungsmoor angesehen werden. Der östliche Teil des Moores wird dagegen als ombrogenes Hochmoor eingestuft.
Durch die staatliche Naturschutzverwaltung wurden im Herbst 2022 entlang eines 1,8 Kilometer langen Pfades 13 neue Tafeln aufgestellt, die über die Entstehung, die Tier- und Pflanzenwelt sowie über die Nutzungsgeschichte des Moores informieren. Im Sommer ist dieser Lehrpfad auch mit Kinderwagen und Rollstuhl begehbar.

## Eingriffe in das Naturschutzgebiet
Im östlichen Teil des Moores war vor 1925 mehrere Jahre lang Torf abgebaut worden. Für ihr Torfwerk Hinterzarten hatte die damalige Torfveredelungswerke Germania Aktiengesellschaft Freiburg Werkstätten und Lagerhäuser mit Kantine und Bürogebäude sowie ein Dampfmaschinenhaus und Torfpressgebäude errichtet. Diese Anlagen wurden später abgerissen, nachdem sich der Torfstich als unwirtschaftlich herausgestellt hatte. Durch die für den Torfabbau angelegten Entwässerungskanäle begann das Moor auszutrocknen.
Im südlichen Bereich des Moors wurde 1954 der Sportplatz der Gemeinde gebaut und in den 1950er bis 1970er Jahren eine Deponie für Haus-, Gewerbe- und Sperrmüll sowie Erde betrieben. Damals wurden sogar Autowracks dort abgelagert. Unstimmigkeiten über die Zulässigkeit des Sportplatzbaus und der Deponieeinrichtung führten zu einer nachträglichen Korrektur der Grenze des Naturschutzgebiets. Dabei wurde die belastete Fläche ausgeklammert und im Gegenzug eine Erweiterung des Schutzgebiets nach Osten festgelegt.
Auch nachdem die Deponie 1973 geschlossen worden war, kam es weiterhin bis 1980 zur Ablagerung von Bauschutt auf der Fläche, die inzwischen vom Bauhof der Gemeinde als Materiallager genutzt wird. Die auch heute noch aus dieser ehemaligen Deponie in den Westteil des Moors einsickernden Nährstoffe schädigen die Nährstoffarmut bevorzugenden (oligotraphenten) Pflanzengesellschaften des Naturschutzgebiets. Da es keine ausreichenden Pufferflächen zwischen dem in einer Mulde liegenden Moor und den im Norden angrenzenden intensiv genutzten und gedüngten Offenlandbereichen gibt, dringen auch von dieser Seite regelmäßig Nährstoffe in das Moor ein.

## Renaturierungsmaßnahmen
Anfang der 2000er Jahre begannen erste Maßnahmen zur Wiedervernässung. Im Rahmen des Projektes „Moore mit Stern“ (2014–2016) führte der NABU weitere umfangreiche Wiedervernässungsmaßnahmen für eine Renaturierung und Regeneration des Ostteils des Moors durch. Dazu wurde ein Monitoring installiert und es fanden Arterfassungen statt. Aus dem Waldbestand im Ost- wie auch im Westteil des Moores wurden selektiv Fichten entfernt, um die Spirke zu fördern. Dass im Monitoring inzwischen wieder ein lineares Torfwachstum an den Gräben erkennbar ist, wird als erster Erfolg der Renaturierungsmaßnahmen gewertet.
Gemäß dem für das Moor relevanten Managementplan für das FFH-Gebiet „Hochschwarzwald um Hinterzarten“ soll durch Extensivierung und Düngeverzicht auf den im Norden angrenzenden Wiesen der Nährstoffeintrag reduziert werden. Darüber hinaus soll durch eine Pufferung zwischen der ehemaligen Deponie und dem von dort her in das Westmoor eindringenden Sickerwasser eine weitere Begrenzung des Nährstoffeintrags erreicht werden. Die Erstellung eines entsprechenden Konzepts mit Erfolgskontrollen wird empfohlen.

## Schutzzweck
Wesentlicher Schutzzweck ist der Schutz des aus einem Gletscherbecken hervorgegangenen Moorgebiets mit Baumbestand, Schwingrasen, Übergangsmoor und Hochmoor mit zahlreichen Glazialpflanzen sowie eines Restsees.